# Dmitri Grave
Dmitri Aleksándrovich Grave (en ruso: Дми́трий Алекса́ндрович Гра́ве) (6 de septiembre de 1863 - 19 de diciembre de 1939), fue un matemático ruso de la etapa soviética. Los matemáticos Naum Akhiezer, Nikolái Chebotariov, Mikhail Kravchuk, y Borís Delaunay fueron alumnos suyos.

## Reseña
Dmitri Grave se matriculó en la Universidad Estatal de San Petersburgo, donde fue alumno del célebre matemático Chebyshov y de sus discípulos Aleksandr Korkin, Yegor Zolotariov y Andréi Márkov. Grave comenzó a investigar en matemáticas ya en su etapa de estudiante, obteniendo su doctorado en 1896, y dedicándose a la docencia también en la Universidad de San Petersburgo desde 1889. 
Para su trabajo de graduación estudió los métodos de Jacobi para el análisis del problema de los tres cuerpos, un tema sugerido por Korkin. Su doctorado versó sobre los sistemas de proyección cartográfica, un tema también propuesto por Korkin, analizando las proyecciones sobre el plano que conservan el área de los contornos sobre una esfera, basándose en ideas de Euler, Lagrange y Chebyshov. 
A partir de 1897 comenzó a trabajar de profesor en la Universidad de Járkov, siendo nombrado en 1902 profesor en la Universidad de Kiev, donde permanecería el resto de su vida. Grave está considerado como el fundador de la escuela de álgebra de Kiev, que llegaría a ser el principal centro del desarrollo de esta disciplina en la URSS. 
En Kiev también se dedicó al estudio de la teoría de números, especialmente sobre la teoría de Galois, ideales y ecuaciones de quinto grado. Entre sus alumnos figuran Otto Schmidt, Nikolái Chebotariov, Borís Delaunay y Alexander Markovich Ostrowski. 
La Revolución de 1917 tuvo algunos efectos importantes en el desarrollo de las matemáticas en Rusia y Ucrania, afectando al álgebra por su carácter teórico frente a las ramas de la matemática aplicada y la tecnología, que pasaron al primer plano. Grave se vio obligado a interrumpir su famoso seminario de álgebra de Kiev en la década de 1920, dejando de enseñar e investigar en álgebra, y teniendo que dedicarse a temas de matemática aplicada. No sería antes de los años 1950, mucho después de la muerte de Grave, cuando la Universidad de Kiev volvería a recuperar su protagonismo en la investigación sobre el álgebra. 
Grave presidió la Comisión de Matemática Aplicada de la Academia Nacional de Ciencias de Ucrania en los años 1920. Después de la interrupción de su trabajo sobre álgebra,  comenzó a estudiar mecánica y matemática aplicada, pero nunca dejó el álgebra por completo. 
Durante la década de 1930 se produjeron cambios profundos en el sistema educativo soviético, con nuevos aires de reorganización. Se fundó el Instituto de Matemáticas de la Academia de Ciencias en Kiev en 1934, siendo Grave el primer director del Instituto desde su fundación hasta su muerte en 1939 (compatibilizando su trabajo en el Instituto de Matemáticas con su cátedra en la Universidad).

## Publicaciones
- Entre los muchos libros que escribió destacan la Teoría de Grupos Finitos (1910) y Un Curso en Análisis Algebraico (1932). También estudió la historia del análisis algebraico.

## Reconocimientos
- Fue elegido miembro de la Academia de Ciencias de Ucrania en 1919; de la Sociedad Científica Shevchenko en 1923; y de la Academia de Ciencias de la URSS en 1929.

## Eponimia
- El cráter lunar Grave lleva este nombre en su memoria, honor compartido con el científico ruso del mismo apellido Iván Grave (1874-1960).